# Judith Leiber
Judith Leiber, geb. Peto (geboren am 11. Januar 1921 in Budapest; gestorben am 28. April 2018 in Springs (East Hampton, New York)) war eine ungarisch-amerikanische Designerin von Luxus-Handtaschen und Mode-Accessiores.

## Leben und Werk
Judith Peto wuchs als Kind jüdischer Eltern in Budapest auf. Sie erhielt 1938 und 1939 in England ihre erste Ausbildung in Chemie am King’s College, musste jedoch zu Beginn des Zweiten Weltkrieges nach Budapest zurückkehren und erlernte den Beruf des Täschners. Im Jahr 1939 wurde sie Gesellin und später erste Meisterin der Ungarischen Handtaschen Gilde. Ihr Vater war im Besitz eines Schweizer Schutzpasses, der der Familie ein Überleben während der Zeit der nationalsozialistischen Herrschaft ermöglichte. Nach dem Krieg stellte sie in einer kleinen Werkstatt eigene Taschen her. In dieser Zeit lernte sie den amerikanischen Soldaten und Maler Gerson Leiber kennen, den sie 1946 heiratete. Mit ihm wanderte sie 1947 in die Vereinigten Staaten aus.
Nachdem sie in den 1950er Jahren in New York City für unterschiedliche Modefirmen, unter anderen für Nettie Rosenstein (1948 bis 1960), Richard Kort (1960 bis 1961) und Morris Moskowitz (1961 bis 1962) als Handtaschendesignerin gearbeitet hat, gründete sie 1963 mit der Unterstützung ihres Ehemanns ihr eigenes Label, das schnell expandierte. Im Jahr 1996 eröffnete sie auf der Madison Avenue eine eigene Boutique.
Judith Leiber entwarf Handtaschen für Queen Elisabeth II. sowie für die First Ladys Mamie Eisenhower, Lady Bird Johnson, Pat Nixon, Nancy Reagan, Barbara Bush, Hillary Clinton und Laura Bush zur Amtseinführung der amerikanischen Präsidenten.
Darüber hinaus gehören zahlreiche Künstlerinnen und Schauspielerinnen, wie Sarah Jessica Parker, Greta Garbo, Katy Perry, Kerry Washington, Kelly Osbourne und Jennifer Lopez zum Kundenkreis der Designerin. Bekannt wurden die eleganten Clutches und Minaudières, unter anderem die Modelle Cupcake und die Swan, aus der Serie Sex and the City.
Neben klassischen Clutches fertigte sie zahlreiche, meist mit Perlen, Strass- oder Swarowski-Steinen besetzte Abendhandtaschen und Minaudières, beispielsweise in Form von Tieren, Bonbons, Früchten und Cupcakes. Judith Leiber hat während ihrer Schaffensphase mehr als 3000 verschiedene Handtaschenmodelle kreiert. Ihre bis zu 7000 $ teuren Handtaschen wurden in eigenen Flagshipstores in New York, auf dem Rodeo Drive in Beverly Hills, bei Bergdorf Goodman, Neiman Marcus und Harrods verkauft. Mitte der 1990er Jahre ergänzte sie ihre Handtaschenfertigung durch eine exklusive Modeschmuck-Kollektion.

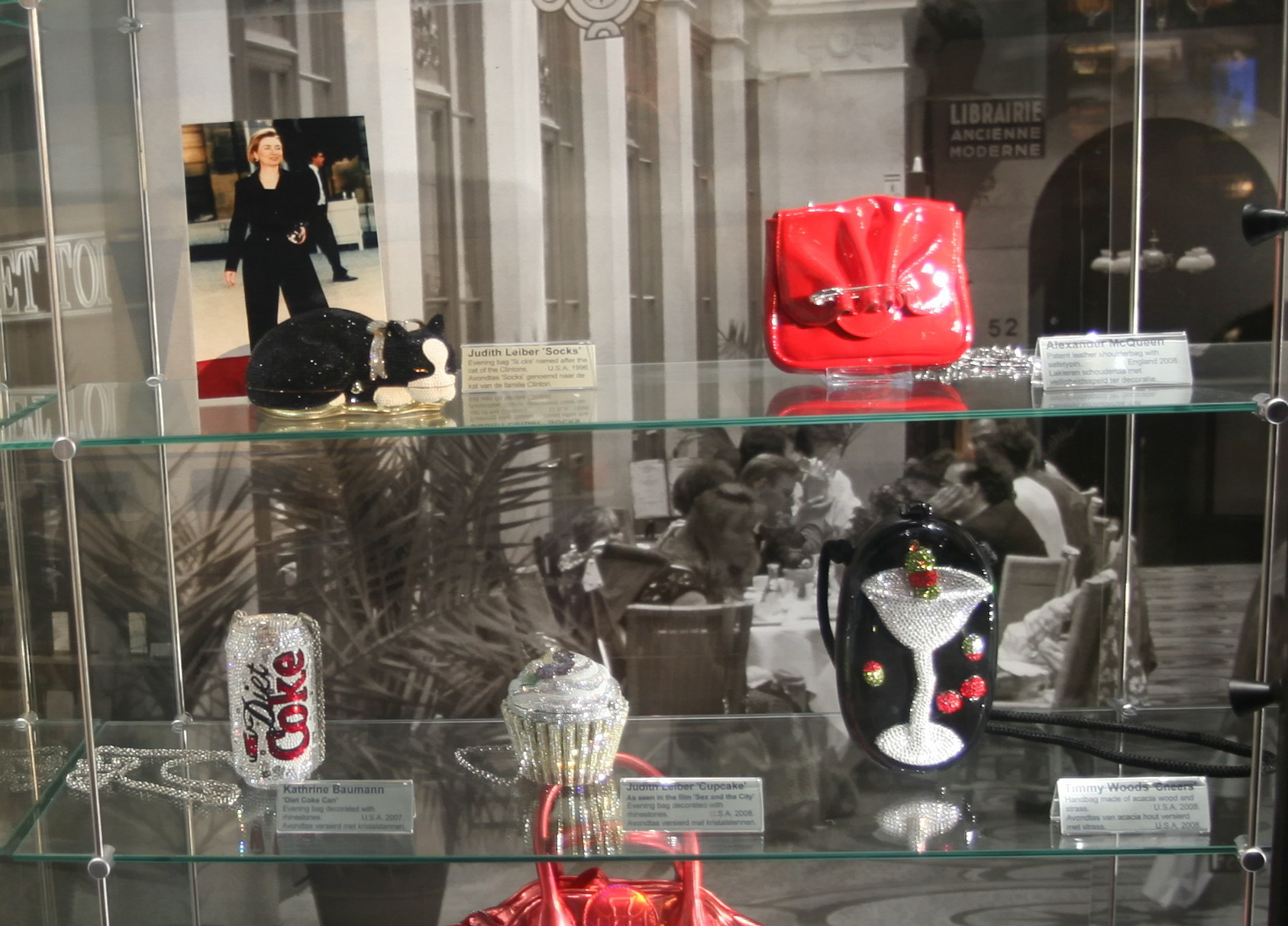
Die Modell Socks und Cupcake im Tassenmuseum Hendrikje in Amsterdam

Im Jahr 1998 zog sich Judith Leiber vollständig aus dem Geschäftsleben zurück.  Das Ehepaar verkaufte bereits 1993 ihr erfolgreiches Unternehmen, das 200 Angestellte beschäftigte, an die Firma Time Products, Inc., die sie 2000 an die Pegasus Apparel Group weiterverkaufte. Seit 2001 firmierte die Pegasus Apparel Group als Leiber Group. Ende der 1990er Jahre wurden in der Firma jährlich 100 Handtaschenmodelle gefertigt. Mit dem Verkauf der Firma wurde auch ihr Markenname verkauft, was Judith Leiber später bereute, da sie ihren bekannten Namen für die in späteren Jahren entworfene Silberschmuck-Kollektion nicht mehr verwenden konnte.
Sie schuf im Laufe ihres Lebens über 3000 Handtaschenentwürfe. Ihre Handtaschen werden in den Dauerausstellungen zahlreicher Mode- und Designmuseen, unter anderem im Victoria and Albert Museum in London, im Metropolitan Museum of Art in New York, im The Smithsonian Institute in Washington, im Houston Museum of Fine Arts, im  Los Angeles County Museum of Art sowie im Tassenmuseum Hendrikje in Amsterdam ausgestellt.
Im Jahr 2005 richtete das Ehepaar Leiber auf seinem Grundstück am Old Stone Highway in Springs (East Hampton) das Leiber-Museum ein, in dem neben den Handtaschenkollektionen auch Gemälde ihres Mannes gezeigt werden. Judith Leiber verstarb im Alter von 97 Jahren am 28. April 2018 nur wenige Stunden nach ihrem Ehemann in ihrem Haus in Springs.

## Ausstellungen (Auswahl)
- The Artist and Artisan: Gerson and Judith Leiber, Fine Arts Museum of Long Island (1991)
- Judith Leiber - The Artful Handbag, Museum at the Fashion Institute of Technology, New York  (1994)
- Spring Retroactive, Atlanta (2001)

## Auszeichnungen
- Swarovski Great Designer Award (1973)
- Coty American Fashion Critics Award (1973)
- Neiman Marcus Award (1980)
- Foundation for the Fashion Industries Award (1991)
- Silver Slipper Award (1992)
- Handbag Designer of the Year Award (1992)
- Council of Fashion Designers of America Award (1993)
- Lifetime Achievement Award vom Council of Fashion Designers (1994)

## Modelle (Auswahl)
- Teddy bear
- Socks - Abendhandtasche
- Cupcake - Minaudière
- Bird Crystal - Minaudière
- Speccio faceted Clutch
- Ritz Fizz Crystal Clutch
- Lily & Dragonfly Crystal - Minaudière
- Crystal Scarab Beetle Clutch
- Geometric Crystal Pyramid Clutch
- New Rose Crystal - Minaudière
- Strawberry Twist Cone - Minaudière
- Fluffy Cat Crystal - Minaudière
- Candy Crystal- Minaudière
- Crystal-Embellished Tulip Clutch
- Jet Crystal-Embellished Clutch
- Grape Cluster Crystal Clutch